# Хуан Антонио де Луна Асеведо, Ранчо лас Дос Палмас (Ринкон де Ромос)
Хуан Антонио де Луна Асеведо, Ранчо лас Дос Палмас (шп. Juan Antonio de Luna Acevedo, Rancho las Dos Palmas) насеље је у Мексику у савезној држави Агваскалијентес у општини Ринкон де Ромос. Насеље се налази на надморској висини од 1919 м.

## Становништво
Према подацима из 2010. године у насељу су живела 4 становника.

### Хронологија
| Година       | 2000 | 2005 | 2010 |
| ------------ | ---- | ---- | ---- |
| Становништво | 5    | 4    | 4    |

### Попис
| # | Индикатор                     | Вредност |
| - | ----------------------------- | -------- |
| 1 | Укупно домаћинстава           | 1        |
| 2 | Укупно насељених домаћинстава | 1        |
| 3 | Величина локације             | 1        |